# میدان مرتب
در ریاضیات، میدان مرتب (ordered field) میدانی است مجهز به ترتیب کلی عناصر آن که با عملیات میدانی سازگار باشد. مثال پایه از یک میدان مرتب، میدان اعداد حقیقی است و هر میدان مرتب ددکیند کامل با یک میدان حقیقی یکریخت است.
همچنین هر زیر میدان یک میدان مرتب، با ارث بردن رابطه ترتیب، خود یک میدان مرتب خواهد بود. هر میدان مرتب شامل یک زیر میدان مرتب یکریخت با اعداد گویا است. مربع‌ها لزوماً در یک میدان مرتب نامنفی هستند؛ یعنی اعداد مختلط را نمی‌توان مرتب کرد زیرا مجذور i یکه موهومی، ۱- است. میدان‌های منتاهی را نمی‌توان مرتب کرد.
از لحاظ تاریخی، اصول موضوعهٔ یک میدان مرتب به تدریج توسط ریاضیدانانی از جمله داویت هیلبرت، اتو هولدر و هانس هان از اعداد حقیقی انتزاع شد. این در نهایت به نظریه آرتین-شرایر در میدان‌های مرتب و میدان‌های حقیقی فرمال توسعه داده شد.

## تعاریف
دو تعریف مشترک معادل از یک میدان مرتب وجود دارد. تعریف ترتیب کلی از نظر تاریخی برای اولین بار ظاهر شد و اصل موضوع مرتبه اول {\displaystyle \leq } به عنوان یک رابطه دوتایی است. آرتین و شرایر این تعریف را بر حسب مخروط مثبت در سال ۱۹۲۶ ارائه کردند که زیرمجموعه عناصر نامنفی را تشریح می‌دهد. اگرچه مرتبهٔ دومی مرتبه بیشتر است، ولی ملاحظهٔ مخروط‌های مثبت به عنوان مخروط‌های اضافه ماکسیمال زمینهٔ بزرگ‌تری را فراهم می‌کند که در آن ترتیب‌های میدانی، ترتیب‌های اکسترمال جزئی هستند.

### ترتیب کلی
یک میدان {\displaystyle (F,+,\cdot \,)} همراه با یک ترتیب کلی (اکید) {\displaystyle \,<\,} روی {\displaystyle F} یک میدان مرتب است اگر ترتیب برای همهٔ {\displaystyle a,b,c\in F} خواص زیر را دارا باشد:
- اگر {\displaystyle a<b} آنگاه  {\displaystyle a+c<b+c} و[۱]
- اگر {\displaystyle a>0} و {\displaystyle b>0} سپس {\displaystyle a\cdot b>0}[۱]

### مخروط مثبت
یک مخروط مرتبه اول یا پیش ترتیب یک میدان {\displaystyle F} یک زیر مجموعه است {\displaystyle P\subseteq F} که خواص زیر را دارد:
- برای {\displaystyle x} و {\displaystyle y} که در {\displaystyle P} ، هم {\displaystyle x+y} و هم {\displaystyle x\cdot y} در {\displaystyle P} هستند.
- اگر {\displaystyle x\in F} باشد آنگاه {\displaystyle x^{2}\in P} به‌طور خاص، {\displaystyle 1^{2}=1\in P}
- عنصر {\displaystyle -1} در {\displaystyle P} نیست.

یک میدان پیش مرتب میدانی است که شامل پیش ترتیب {\displaystyle P} می‌باشد. عناصر ناصفر آن {\displaystyle P^{*}} زیر گروهی از گروه ضربی {\displaystyle F}  را تشکیل می‌دهند.
اگر همچنین، مجموعه {\displaystyle F} اجتماع {\displaystyle P} و {\displaystyle -P,} باشد، به {\displaystyle P} مخروط مثبت از {\displaystyle F} می‌گوییم. عناصر ناصفر {\displaystyle P} عناصر مثبت {\displaystyle F}  نامیده می‌شوند.
یک میدان مرتب یک میدان  {\displaystyle F} به همراه یک مخروط مثبت {\displaystyle P} است.
پیش ترتیب‌ها روی {\displaystyle F} دقیقاً محل تلاقی خانواده‌های مخروط‌های مثبت روی {\displaystyle F} هستند. مخروط‌های مثبت پیش ترتیب‌های ماکسیمال هستند.

### هم‌ارزی این دو تعریف
فرض کنید {\displaystyle F} یک میدان باشد. یک تناظر دوسویه بین بین ترتیبات میدانی {\displaystyle F} و مخروط‌های مثبت از {\displaystyle F} وجود دارد.
یک ترتیب میدان داده شده ≤ مانند خاصیت اول، مجموعه ای از عناصر را به طوری که {\displaystyle x\geq 0} باشد، تشکیل یک مخروط مثبت از {\displaystyle F} می‌دهد. متقابلاً، یک مخروط مثبت داده شده مثل {\displaystyle P} از {\displaystyle F} به صورتی که در خاصیت دوم است را می‌توان به یک ترتیب کلی {\displaystyle \,\leq _{P}\,} با در نظر گرفتن {\displaystyle x\leq _{P}y} بر {\displaystyle F}  مرتبط کرد به معنی {\displaystyle y-x\in P}. این ترتیب کلی {\displaystyle \,\leq _{P}\,} خواص تعریف اول را برآورده می‌کند.

## نمونه‌هایی از میدان‌های مرتب
نمونه‌هایی از میدان‌های مرتب عبارتند از:
- اعداد گویا
- اعداد حقیقی
- هر زیر میدان از یک میدان مرتب، مانند اعداد جبری حقیقی یا اعداد محاسبه پذیر
- حوزه توابع گویای حقیقی {\displaystyle {\frac {p(x)}{q(x)}}\,} ، که {\displaystyle p(x)} و {\displaystyle q(x)} چند جمله ای با ضرایب حقیقی هستند، {\displaystyle q(x)\neq 0\,} ، می‌تواند به یک میدان مرتب تبدیل شود با تعریف اینکه {\displaystyle {\frac {p(x)}{q(x)}}>0\,} هرگاه {\displaystyle {\frac {p_{0}}{q_{0}}}>0\,} که در آن چند جمله ای {\displaystyle p(x)=x} برای {\displaystyle p(x)=p_{0}\cdot x^{n}+\cdots } و {\displaystyle q(x)=q_{0}\cdot x^{m}+\cdots \,} از هر چند جمله ای ثابت بزرگتر است. این میدان مرتب ارشمیدسی نیست.
- میدان {\displaystyle \mathbb {R} ((x))} سری فرمال لورن با ضرایب حقیقی، که در آن x بی‌نهایت کوچک و مثبت در نظر گرفته می‌شود.
- ترانس سری
- میدان‌های بسته حقیقی
- اعداد فراحقیقی
- اعداد ابرحقیقی

اعداد سورئال به جای یک مجموعه، یک کلاس مناسب را تشکیل می‌دهند، اما در غیر این صورت از اصول موضوعهٔ یک میدان مرتب پیروی می‌کنند. هر میدان مرتب را می‌توان در اعداد سورئال نشاند.

## خواص میدان مرتب
برای هر a, b, c, d در F:
- یا {\displaystyle -a\leq 0\leq a}  یا {\displaystyle a\leq 0\leq -a}.

خاصیت

خاصیت

- می‌توان «نابرابری‌ها» را اضافه کرد: اگر {\displaystyle a\leq b} و {\displaystyle c\leq d}، آنگاه {\displaystyle a+c\leq b+d} .
- می‌توان «نابرابری‌ها را در عناصر مثبت ضرب کرد»: اگر {\displaystyle a\leq b} و {\displaystyle 0\leq c}, آنگاه {\displaystyle a.c\leq b.c} .
- ترایایی نابرابری: اگر {\displaystyle a<b} و {\displaystyle b<c} ، آنگاه {\displaystyle a<c} .
- اگر {\displaystyle a<b} و {\displaystyle a,b>0}، آنگاه {\displaystyle {\frac {1}{b}}<{\frac {1}{a}}} .
- یک میدان مرتب دارای مشخصه ۰ است. (از آنجا که {\displaystyle 1>0}، سپس {\displaystyle 1+1>0}، و {\displaystyle 1+1+1>0}، و الی آخر. اگر میدان دارای مشخصه {\displaystyle p>0} باشد، آنگاه −۱ حاصل جمع {\displaystyle p-1} تایی‌های خواهد بود، اما -۱ مثبت نیست) به ویژه، میدان‌های متناهی را نمی‌توان مرتب کرد.
- مجذورها نامنفی هستند: برای همهٔ aهای در F {\displaystyle 0\leq a^{2}} .
- هر مجموع نابدیهی از مجذورها ناصفر است. معادلا :: {\displaystyle \textstyle \sum _{k=1}^{n}a_{k}^{2}=0\;\Longrightarrow \;\forall k\;\colon a_{k}=0.}[۳][۴]

هر زیر میدان از یک میدان مرتب نیز یک میدان مرتب است (ترتیب القایی به ارث می‌برد). کوچکترین زیر میدان نسبت به اعداد گویا یکریخت است (مثل هر میدان دیگری با مشخصه ۰) و ترتیب در این زیر میدان گویا مثل ترتیب خود گویاها است. اگر هر عنصر از یک میدان مرتب بین دو عنصر از زیر میدان گویای آن قرار گیرد، آنگاه میدان ارشمیدسی است. وگرنه چنین میدانی یک میدان مرتب غیر ارشمیدسی است و شامل بی‌نهایت کوچک‌ها می‌باشد؛ مثلاً، اعداد حقیقی یک میدان ارشمیدسی را تشکیل می‌دهند، اما اعداد ابرحقیقی یک میدان غیر ارشمیدسی را تشکیل می‌دهند، زیرا اعداد حقیقی را با عناصر بزرگتر از هر عدد طبیعی استاندارد می‌توان گسترش داد.
یک میدان مرتب F با میدان عدد حقیقی R یکریخت است اگر هر زیر مجموعه ناتهی از F با کران بالا در F حداقل کران بالایی در F داشته باشد. این خاصیت نشان می‌دهد که میدان ارشمیدسی است.

### فضاهای برداری روی یک میدان مرتب
فضاهای برداری (مخصوصاً n-فضاها) روی یک میدان مرتب، نشان دهندهٔ برخی از ویژگی‌های خاص هستند و ساختارهای خاصی دارند، مثلا: جهت‌گیری، تحدب، و فضای ضرب داخلی مثبت-معین. برای بحث در مورد آن ویژگی‌های {\displaystyle R^{n}} ، که می‌توانند به فضاهای برداری بیش از سایر میدان‌های مرتب تعمیم یابند.

## میدان‌های قابل تبدیل به میدان مرتب
هر میدان مرتب یک میدان فرمال حقیقی است، برای مثال ۰ را نمی‌توان به صورت مجموع مجذورهای ناصفر نوشت.
متقابلاً، هر میدان فرمال حقیقی شامل یک ترتیب کلی سازگار است که آن را به یک میدان مرتب تبدیل می‌کند. (این ترتیب نیازی به تعیین منحصر به فرد نیست) برای اثبات از لم زورن استفاده می‌شود.
میدانهای متناهی و به‌طور کلی میدان‌های مشخصه مثبت را نمی‌توان به میدان‌های مرتب تبدیل کرد، زیرا در مشخصه p، عنصر -۱ را می‌توان به صورت مجموع ({\displaystyle p-1}) مجذورهای {\displaystyle 1^{2}} نوشت. اعداد مختلط را نیز نمی‌توان به یک میدان مرتب تبدیل کرد، زیرا -۱ مجذوری از یکه موهومی i است. همچنین، اعداد p -adic را نمی‌توان مرتب کرد، زیرا طبق لم هنسل، Q 2 شامل ریشهٔ زوج ۷- است، پس {\displaystyle 1^{2}+1^{2}+1^{2}+2^{2}+(\surd (-7))^{2}=0} ، و Q p ({\displaystyle p>2}) حاوی یک جذر {\displaystyle p-1} است، بنابراین {\displaystyle (p-1)*1^{2}+(\surd (1-p))^{2}=0}.

## توپولوژی ناشی از ترتیب
اگر F به توپولوژی ترتیبی شامل مرتبه کلی ≤ باشد، آنگاه اصول موضوع تضمین می‌کنند که عملیات + و × پیوسته هستند، پس F یک میدان توپولوژیکی است.

## توپولوژی هریسون
توپولوژی هریسون، یک توپولوژی در مجموعه‌ای از ترتیبات {\displaystyle X_{F}} از یک میدان فرمال حقیقی {\displaystyle F} است. هر مرتبه را می‌توان به عنوان یک همومورفیسم گروهی ضربی از *F بروی {\displaystyle \pm 1} در نظر گرفت. با قرار دادن {\displaystyle \pm 1} توپولوژی گسسته و {\displaystyle \pm 1^{F}} توپولوژی ضربی، توپولوژی زیرفضای {\displaystyle X_{F}} را القا می‌کند. مجموعه هریسون {\displaystyle H(a)=\{P\in X_{F}:a\in P\}} زیرپایه ی توپولوژی هریسون را تشکیل می‌دهد. حاصل یک فضای بولین است (فضای فشرده، فضای هاسدورف و کاملاً منقطع) و {\displaystyle X_{F}} زیرمجموعه‌ای بسته بوده، لذا مجدداً بولین است.

## فن‌ها و میدان‌های فوق مرتب
یک فَن (fan) روی {\displaystyle F} پیش ترتیبی چون {\displaystyle T} است با این ویژگی که اگر {\displaystyle S} زیرگروهی از شاخص ۲ در {\displaystyle F^{*}} شامل {\displaystyle T-\{0\}} بوده و شامل ۱- نباشد، آنگاه {\displaystyle S} یک ترتیب است (یعنی {\displaystyle S} تحت عمل جمع بسته‌است). میدان فوق مرتب میدانی کلاً حقیقی است که در آن مجموع مربعات یک فن را تشکیل می‌دهند.

## ارجاعات
1. 1 2  رودین ۱۳۸۷، ص. ۹.
2. 1 2  Lam 2005, p. 289.
3. 1 2  Lam 2005, p. 41.
4. 1 2  Lam 2005, p. 232.
5. ↑  Bair, Jaques; Henry, Valérie. "Implicit differentiation with microscopes" (PDF). University of Liège. Retrieved 2013-05-04.
6. ↑  رودین ۱۳۸۷، ص. ۱۰.
7. ↑  Lam 2005, p. 236.
8. ↑  Lam 2005, p. 271.
9. ↑  Lam 1983, pp. 1-2.
10. ↑  Lam 1983, p. 39.
11. ↑  Lam 1983, p. 45.